# Hod ha-Šaron
Hod ha-Šaron (hebrejsky הוֹד הַשָּׁרוֹן, doslova „Nádhera Šaronu“, arabsky هود هشارون, v oficiálním přepisu do angličtiny Hod HaSharon) je město v Izraeli, v Centrálním distriktu.

## Geografie

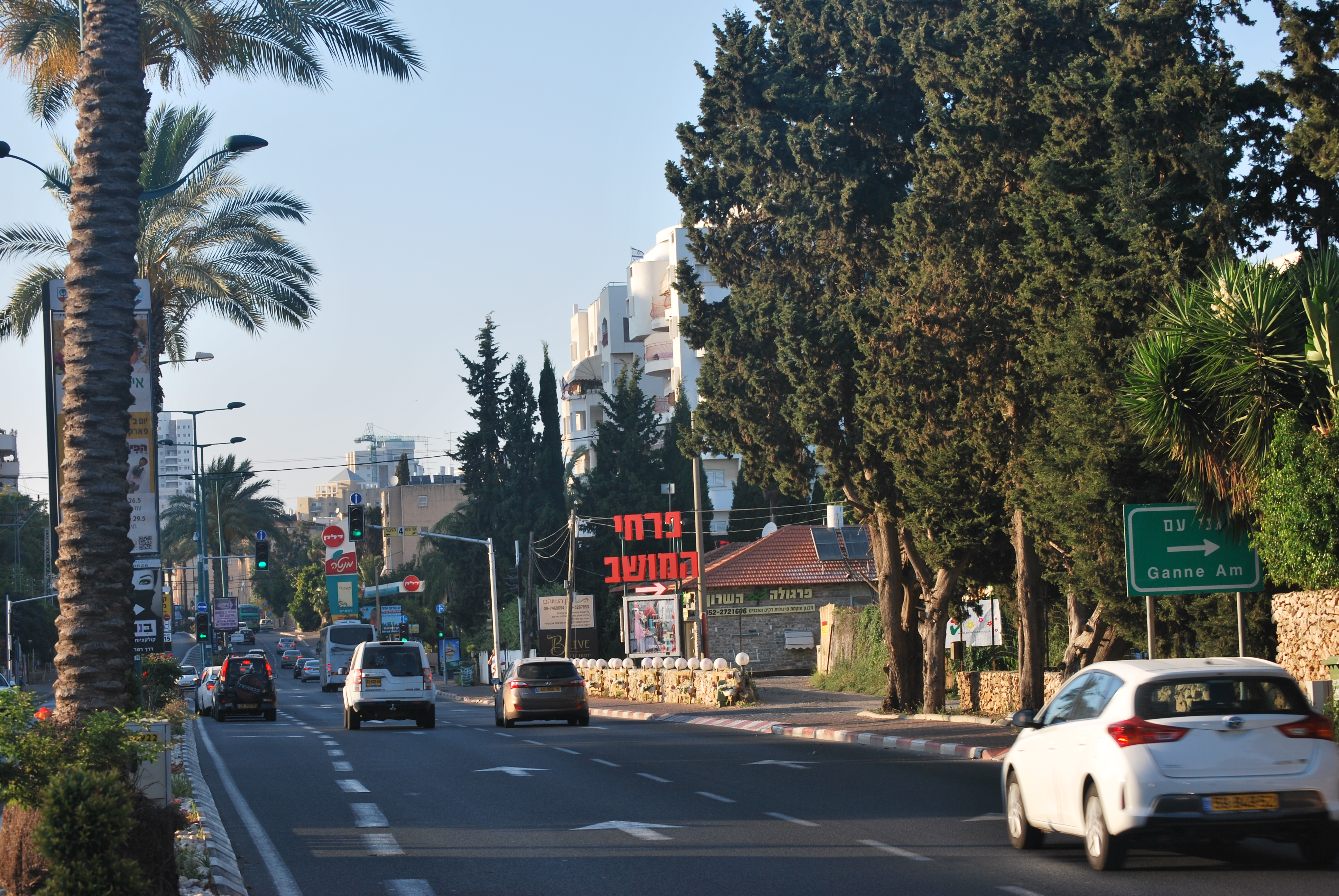
Jedna z hlavních tříd v Hod ha-Šaron

Leží v Šaronské planině v nadmořské výšce 45 metrů, cca 15 kilometrů severovýchodně od centra Tel Avivu, v metropolitní oblasti Guš Dan. Je součástí územně souvislého pásu městského osídlení aglomerace Tel Avivu, který na severní straně pokračuje městy Ra'anana a Kfar Saba, na západní straně městem Herzlija, na jihozápadě Ramat ha-Šaron a na jižní straně městem Petach Tikva. Jihovýchodně od města protékají vádí Nachal Hadas a Nachal Kana. Torza původní zemědělsky využívané krajiny se zachovala pouze na západní straně, kde oddělují Hod ha-Šaron od Herzlije, a na jihu, podél toku řeky Jarkon. Na severní straně města pak leží mošav Kfar Malal – formálně stále zemědělské vesnické sídlo, byť téměř souvisle začleněné do městské aglomerace.
Město je napojeno na četné dálniční a silniční dopravní tahy v aglomeraci Tel Avivu.
Po severním okraji města, na pomezí Hod ha-Šaron, Ra'anany a Kfar Saby, byla trasována nová dálnice číslo 531 a podél ní i železniční trať Tel Aviv – Ra'anana. Jsou na ní zde železniční stanice Ra'anana darom (v provozu od roku 2018) a dále železniční stanice Kfar Saba Nordau (otevřena roku 2003) a železniční stanice Hod ha-Šaron Sokolov (v provozu od r. 2006). Hod ha-Šaron leží v oblasti s hustým osídlením, v naprosté většině židovským. Menší sídla izraelských Arabů se nacházejí pouze na východním okraji aglomerace Tel Avivu, cca 5 kilometrů odtud (města Džaldžulija nebo Kafr Kasim).

## Dějiny
Hod ha-Šaron vznikl v roce 1964 sloučením čtyř do té doby samostatných obcí Magdiel, Ramatajim, Kfar Hadar a Ramat Hadar. Šlo o původně zemědělské obce založené ve 20. a 30. letech 20. století a specializující se zejména na pěstování citrusů (dodnes připomínané ve znaku města). Magdiel a Ramatajim byly založeny ve 20. letech v rámci Čtvrté aliji, která sice byla tvořena převážně městskými přistěhovalci, ale vznikla i některá venkovská zemědělská sídla.
Nově vzniklá obec Hod ha-Šaron pak získala statut místní rady, tedy menšího města a v roce 1990 byla povýšena na městskou radu, tedy velké město. Navzdory populaci blížící se 50 000 se Hod ha-Šaron definuje jako největší „venkovské město“ v Izraeli. Zhruba polovina zastavěné plochy města je tvořena individuálními rodinnými domky a hustota zalidnění je v tomto městě nejnižší ze všech měst v oblasti Šaronské planiny. Zástavba města zároveň netvoří souvislou plochu, ale jednotlivé původní obce, jejichž sloučením vzniklo nynější Hod ha-Šaron, si uchovávají samostatnou urbanistickou strukturu. Mezi těmito jednotlivými částmi města existují rozsáhlé volné a parkové plochy. Podíl ploch veřejné zeleně a individuální zástavby má podle územního plánu zůstat zachován i v následujícím rozvoji města. Ve městě fungují základní i střední školy, dále právnická vysoká škola Ša'arej Mišpat (שערי משפט) založená v roce 1995.
Dne 1. října 2024 bylo ve městě poškozeno více než sto domů při raketovém útoku Íránu na Izrael.

## Demografie
Hod ha-Šaron je město se smíšenou populací, tedy složenou ze sekulárních i nábožensky orientovaných obyvatel, přičemž ale sekulární obyvatelé převažují. Podle údajů z roku 2009 tvořili naprostou většinu obyvatel Židé – cca 46 300 osob (včetně statistické kategorie "ostatní", která zahrnuje nearabské obyvatele židovského původu ale bez formální příslušnosti k židovskému náboženství, cca 47 100 osob).
Jde o středně velkou obec městského typu s dlouhodobě rostoucí populací. K 31. prosinci 2017 zde žilo 61 100 lidí. K roku 2025 by město mělo podle plánů místní radnice dosáhnout populace 80 000.
| Rok | 1948  | 1950  | 1955   | 1961   | 1972   | 1980   | 1983   | 1990   | 1993   | 1994   | 1995   | 1996   | 1997   | 1998   | 1999   | 2000   |
| --- | ----- | ----- | ------ | ------ | ------ | ------ | ------ | ------ | ------ | ------ | ------ | ------ | ------ | ------ | ------ | ------ |
|     | 3 818 | 3 600 | 12 100 | 11 576 | 13 931 | 18 600 | 20 597 | 26 000 | 27 700 | 28 100 | 29 018 | 30 500 | 31 700 | 33 300 | 34 700 | 36 000 |

| Rok | 2001   | 2002   | 2003   | 2004   | 2005   | 2006   | 2007   | 2008   | 2009   | 2010   | 2011   | 2012   | 2013   | 2014   | 2015   | 2016   | 2017   |
| --- | ------ | ------ | ------ | ------ | ------ | ------ | ------ | ------ | ------ | ------ | ------ | ------ | ------ | ------ | ------ | ------ | ------ |
|     | 37 300 | 38 600 | 40 200 | 41 700 | 43 100 | 44 600 | 45 700 | 46 936 | 47 153 | 48 500 | 49 900 | 51 000 | 52 400 | 54 100 | 56 700 | 58 900 | 61 100 |